# 63-я гвардейская танковая бригада
63-я гвардейская танковая бригада — формирование (соединение, танковая бригада) бронетанковых войск РККА ВС СССР.
Встречается, в источниках наименование Челябинская танковая бригада и 63-я гвардейская Челябинская танковая бригада.
Входила в состав 10-го гвардейского Уральского добровольческого танкового корпуса 4-й танковой армии 1-го Украинского фронта, сформированная из уральцев-добровольцев.
За 22 месяца (1944 — 1945 годы) Челябинская танковая бригада прошла расстояние в 3800 километров, из них 2000 километров с боями. Ей было присвоено почётное наименование «Петраковская». Более 2 тысяч бойцов, сержантов и офицеров бригады были награждены орденами и медалями; 7 человек удостоены звания Героя Советского Союза: Д. М. Потапов, Сурков, П. И. Цыганов, И. Е. Романченко (документы не сохранились), В. И. Кружалов и П. П. Кулешов; командир бригады Фомичёв получил звание Героя дважды (1944 год, 1945 год). В послевоенный период, в связи с демобилизацией СССР, корпус был переформирован в танковую дивизию, которая носила имя Маршала Советского Союза Р. Я. Малиновского.
Полное наименование, по окончании войны — 63-я Гвардейская Челябинско-Петраковская Краснознамённая орденов Суворова и Кутузова добровольческая танковая бригада, в июне 1945 года преобразован в полк.

## Награды и почётные наименования
| Награда (наименование)               | Дата награждения | За что получена |
| ------------------------------------ | --- | --- |
| Почётное звание «Гвардейская»        | При переформировании из 244-й танковой бригады. | |
| Орден Красного Знамени               | награждена Указом Президиума Верховного Совета СССР от 10 августа 1944 года «О награждении орденами соединений и частей Красной Армии». Объявлен приказом заместителя Народного Комиссара Обороны СССР от 25 августа 1944 г. № 0281 «О награждении орденами соединений и частей Красной Армии за прорыв обороны немцев на Львовском направлении и овладение городом Львов» | за образцовое выполнение заданий командования в боях с немецкими захватчиками, за овладение городом Львов и проявленные при этом доблесть и мужество |
| Почётное наименование «Петроковская» | присвоено на основании приказа Верховного главнокомандующего № 014 от 19 февраля 1945 года | |
| Орден Кутузова II степени            | награждена указом Президиума Верховного Совета СССР от 28 мая 1945 года «О награждении орденами соединений и частей Красной Армии». Объявлен приказом Народного Комиссара Обороны СССР № 0123 от 28 июня 1945 г. | за образцовое выполнение заданий командования в боях при прорыве обороны немцев на реке Нейссе и овладении городами Коттбус, Люббен, Цоссен, Беелитц, Лукенвальде, Тройенбритцен, Цана, Мариенфельде, Треббин, Рангсдорф, Дидерсдорф, Кельтов и проявленные при этом доблесть и мужество |
| Орден Суворова II степени            | награждена указом Президиума Верховного Совета СССР от 4 июня 1945 года «О награждении орденами соединений и частей Красной Армии». Объявлен приказом Народного Комиссара Обороны СССР № 0130 от 28 июня 1945 г. | за образцовое выполнение заданий командования в боях с немецкими захватчиками при ликвидации группы немецких войск, окруженной юго-восточнее Берлина и проявленные при этом доблесть и мужество                                                                                          |

## Отличившиеся воины
- Коротеев, Михаил Фёдорович, гвардии старший лейтенант, командир танковой роты 3-го танкового батальона.
- Кружалов, Василий Иванович, гвардии старший сержант, механик-водитель танка 3-го танкового батальона.
- Кулешов, Павел Павлович, гвардии младший лейтенант, командир танка.
- Потапов, Дмитрий Мефодьевич, гвардии старший лейтенант, командир взвода 2-го танкового батальона.
- Романченко, Иван Ефимович, гвардии старший сержант.
- Сурков, Фёдор Павлович, гвардии старшина, механик-водитель танка.
- Фомичёв, Михаил Георгиевич, гвардии полковник, командир бригады.
- Цыганов, Пётр Иванович, гвардии младший лейтенант, командир танкового взвода 1-го батальона.